# Johanna Zandstra-Giezen
Johanna Francina Zandstra-Giezen (Leeuwarden, 7 september 1882 – Den Haag, 16 september 1993) was vanaf 5 maart 1991 de oudste inwoner van Nederland, na het overlijden van Trijntje Jansma-Boskma. Zij heeft deze titel 2 jaar en 195 dagen gedragen.
Zandstra-Giezen overleed op de leeftijd van 111 jaar en 9 dagen. Op haar laatste verjaardag - ze was toen al bedlegerig - had ze nog van de Haagse burgemeester Ad Havermans een fles eau de cologne gekregen. Haar opvolgster als oudste Nederlander was Ann Flower.